# José Presas
José Presas y Marull (Sant Feliu de Guíxols, 1780 – Madrid, 1842) foi um escritor catalão.

## História
Viveu no Brasil sob a regência do príncipe D. João, futuro D. João VI de Portugal, sendo secretário de sua esposa, a futura rainha Carlota Joaquina. Mais tarde, em 1830, publicou em Bordeaux as Memorias secretas de la princesa del Brasil, actual reina (sic) de Portugal, la señora doña Carlota Joaquina de Borbón, escritas por su antiguo secretario José Presas, reeditadas em Montevidéu em 1838. Note-se que nessa época Carlota Joaquina era rainha-mãe, e não rainha propriamente dita, de Portugal. Nessas memórias, Presas registrava essencialmente os passos que a esposa do príncipe regente dera, quando no Brasil, a partir de 1808, com o intuito de tornar-se rainha da Espanha ou dos domínios espanhóis na América, uma vez que seu irmão, Fernando VII, fora obrigado por Napoleão a abdicar e estava aprisionado pelos franceses. Essas tentativas não contavam, de modo geral, com o apoio de seu marido, o príncipe regente, e exigiam dela intrigas junto a vários atores políticos, como por exemplo o comandante da Marinha inglesa no Atlântico Sul.
As "Memórias secretas" foram traduzidas em português por R. Magalhães Jr. em 1940, sendo reeditadas pela Ediouro em 1966. Por ocasião do bicentenário da chegada da Família Real ao Brasil, tornaram a ser editadas em 2008 pela Editora Phoebus, com o apoio da Comissão para as comemorações da chegada de D. João e da Família Real ao Rio de Janeiro, instituída pela Prefeitura daquela cidade, com a ressalva, no início, de que "este livro, (…) apesar (…) de ter sido escrito por um ressentido de mau caráter (…) foi lido e usado por quase todos os historiadores que se debruçaram sobre o período", servindo em especial de fonte principal para a caracterização, usualmente pejorativa, da rainha Carlota Joaquina. Alega-se, nos prefácios, que Presas se teria tornado partidário do regime constitucional, e inimigo do absolutismo ao qual servira, por não ter recebido da rainha os salários que esta lhe devia.
A apresentação é da historiadora Laura de Mello e Souza. 
Fonte: Memórias secretas da princesa do Brasil, S. Paulo: 2008, Phoebus.